# فیامتا بارالا
فیامتا بارالا (ایتالیایی: Fiammetta Baralla؛ ‏ ۲ مهٔ ۱۹۴۳ – ۷ سپتامبر ۲۰۱۳) یک هنرپیشه اهل ایتالیا بود. 
از فیلم‌هایی که وی در آن نقش داشته است، می‌توان به داستان پیرا، سکس با لبخند و دریای جنوب اشاره کرد.